# Salvelinus czerskii
Salvelinus czerskii är en fiskart som beskrevs av Dryagin 1932. Salvelinus czerskii ingår i släktet Salvelinus och familjen laxfiskar. Inga underarter finns listade i Catalogue of Life.